# شهرستان دشت آزادگان
شهرستان دشت آزادگان یکی از شهرستان‌های استان خوزستان است. مرکز این شهرستان، شهر سوسنگرد است.

## نام‌گذاری
دشت آزادگان در آغاز به دشت میسان یا سهل میان معروف بود.
در سال ۱۳۱۴ بنا به تصویب هیئت وزیران به دشت میشان تغییر نام یافت و پس از جنگ ایران و عراق، نام آن به دشت آزادگان تغییر پیدا کرد. منطقه دشت آزادگان از نخستین بخش‌های ایران بود، که به اشغال نیروهای عراقی درآمد.

## جغرافیا
مرکز این شهرستان شهر سوسنگرد است. این شهرستان از شرق با شهرستان‌های شوش و اهواز هم‌مرز است.
در خوزستان باد معروفی است به نام «سام»، که از دشت میشان به طرف شمال شرق می‌وزد و بادی است، بسیار گرم که در تابستان جریان دارد.

## مردم
مردم شهرستان دشت آزادگان عرب هستند و به زبان عربی صحبت می‌کنند. ازجمله طایفه‌های عرب ساکن در شهرستان می‌توان از قبیله بزرگ خفاجة، ربیعه (الاماره (امیری)، میاح، باوی، اهل الکوت) و سواری (طایفه‌ای بزرگ و شامل بیت اعواژه و بیت نصر) و بنی طرف (طایفه‌ای بزرگ و شامل) بیت سیاح، آلبویلال (جلالی)، الفرطوس (بیت اگروبا)، بیت محمد الصالح، بنی ساله، دحیمی، حمودی، بیت داغر، الحریزات، نیس (مدحج)، مرمض، «آلبوعبید»، الحیادر، سواری، سادات، زبیدات، ابوچلده، سواعد، الباویه، بیت حردان، بیت مهاوی. شرفاء و نگراوی (شبیبی) و عبیات والبوحرز و مزرعه وبنی اسد (اسدی و سداوی و بیت جویدر) و رشتی زاده را می‌توان نام برد.

## تاریخ
سرزمین مسنه یا میشان که در حدود سده دوم میلادی استقلال یافته‌است، قسمت کوچکی از خوزستان امروز بوده در مصب رود دجله که در آن زمان با فرات توأم نمی‌شده و مستقیماً به خلیج فارس می‌ریخته‌است و ظاهراً از جایی شروع می‌شده که رود کارون به دجله می‌ریخته‌است.
در دوره اسلامی میسان را شامل نواحی واسط و بصره می‌دانستند و قصبه آن نیز میسان نام داشته‌است. چون ایرانیان به این ناحیه دشت میشان می‌گفته‌اند پیداست که ناحیه مسطح دو طرف دجله و کارون بوده‌است. ظاهراً این ناحیه تا حدود سال ۲۲۵ میلادی مستقل بوده‌است و در این سال اردشیر بابکان آن را جزو شاهنشاهی ساسانی کرده‌است.
سرزمین مسن همان است که ایرانیان در صدر اسلام به آن میشان یا دشت میشان یا میشون می‌گفتند و اعراب آن را به میسان و دشت میسان بدل کرده‌اند و به همین جهت احتمال نزدیک به یقین می‌رود که در زمان ساسانیان هم به آن میشان می‌گفته‌اند. چنان‌که حکمران آنجا را «میشان‌شاه» لقب می‌دادند و مسن ضبط دیگری از همین کمه میسان است. به این کلمه نخست در قرون دوم میلادی برمی‌خوریم و به خط یونانی آن را «مسنه» Mesene نوشته‌اند.

## تقسیم‌بندی کشوری
تقسیم‌بندی کشوری این شهرستان، بنا بر آنچه در نتایج آمارگیری سرشماری سال ۱۳۹۵ کل کشور آمده‌است، بر حسب بخش، شهر، دهستان و روستا به شرح زیر است:

### بخش‌ها
- بخش بستان
- بخش مرکزی شهرستان دشت آزادگان

### شهرها
- ابوحمیظه
- بستان
- سوسنگرد
- کوت سیدنعیم

### دهستان‌ها
- دهستان بستان
- دهستان الله اکبر
- دهستان حومه شرقی
- دهستان حومه غربی
- دهستان سعیدیه

## نظامی
ستاد فرماندهی و پادگان تیپ ۳۹۲ زرهی دشت آزادگان از لشکر ۹۲ زرهی اهواز به‌عنوان یگان زیرمجموعه نیروی زمینی ارتش ایران، در این شهرستان مستقر می‌باشد.